# Xinpusaurus
Lo xinpusauro (gen. Xinpusaurus) è un rettile acquatico estinto, appartenente ai talattosauri. Visse nel Triassico superiore (Carnico, circa 225 - 220 milioni di anni fa) e i suoi resti fossili sono stati ritrovati in Cina.

## Descrizione
Al genere Xinpusaurus sono state ascritte due specie, Xinpusaurus suni e X. bamaolinensis, differenti per quanto riguarda dimensioni corporee e caratteristiche craniche. Il corpo era relativamente snello e gli arti erano molto corti. La coda era lunga e leggermente compressa lateralmente. Il cranio di entrambe le specie possedeva un rostro triangolare, ma mentre in X. suni esso era corto e smussato, in X. bamaolinensis questa struttura era allungata e appuntita, simile al muso di un pesce spada. La mascella superiore di X. bamaolinensis sporgeva quindi in avanti, mentre quella di X. suni terminava sopra la punta della mandibola. I denti di quest'ultima specie erano relativamente robusti, mentre X. bamaolinensis possedeva denti più sottili e acuti. Anche le dimensioni corporee variavano: la lunghezza di X. suni si aggirava intorno a 80 centimetri - un metro, mentre X. bamaolinensis era più grande (1,4 - 1,5 metri di lunghezza).

## Classificazione
Xinpusaurus è stato descritto per la prima volta nel 2001, sulla base di tre esemplari della specie X. suni provenienti dal Carnico del Guizhou. Successivamente è stata descritta la specie dal rostro allungato (X. bamaolinensis) proveniente dallo stesso giacimento (Cheng 2003), mentre la specie X. kohi (Jiang et al., 2004) è stata poi ritenuta un sinonimo di X. suni. Xinpusaurus è un rappresentante dei talattosauri, rettili marini del Triassico di incerta collocazione sistematica. In particolare, Xinpusaurus è stato accostato a Nectosaurus della California.

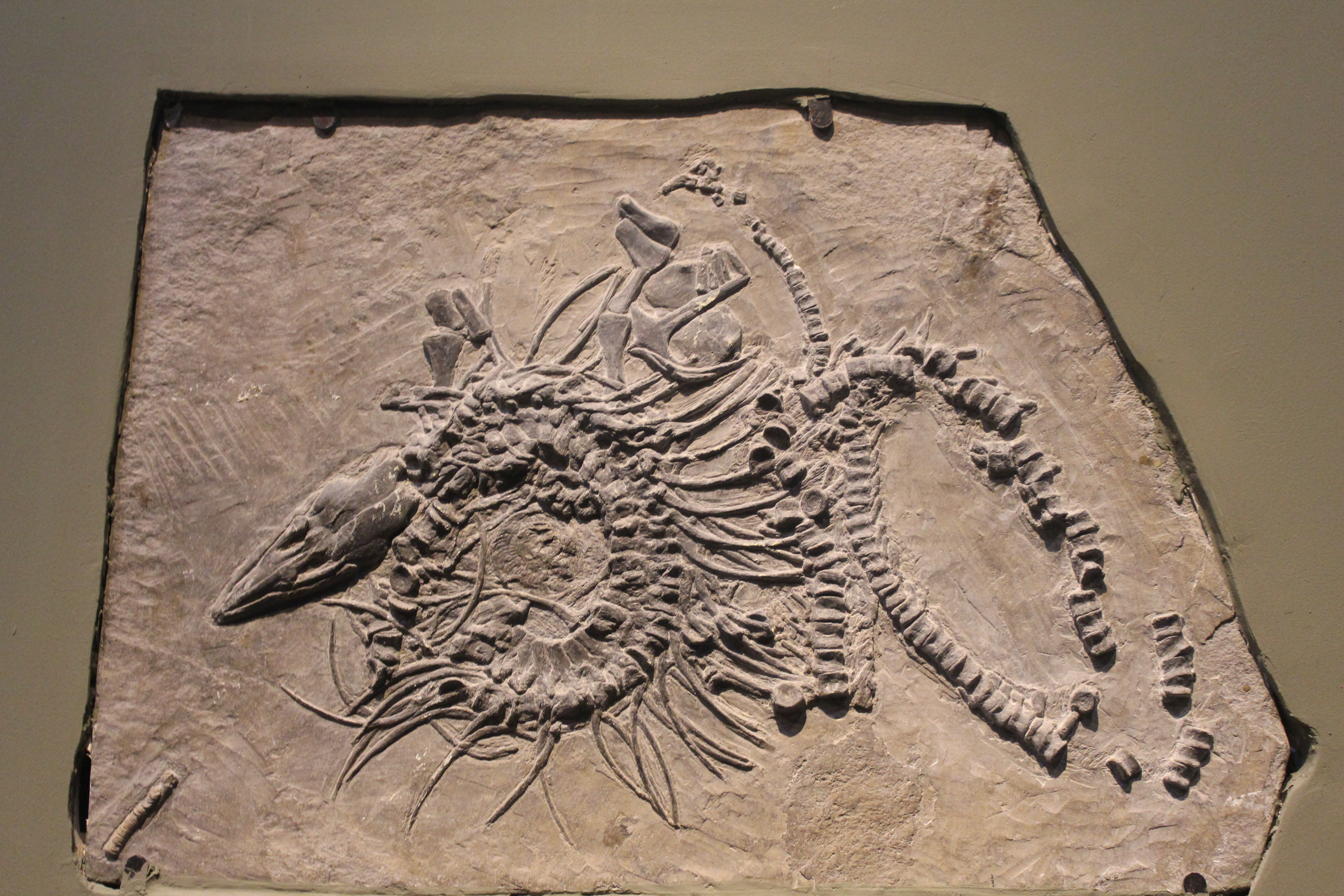
Scheletro di Xinpusaurus suni

Più recentemente (Liu, 2013) le specie X. kohi e X. bamaolinensis sono state considerate entrambe sinonimi della specie tipo, X. suni; la principale differenza tra le specie (la lunghezza relativa del muso) variava con la crescita dell'individuo, e probabilmente diminuiva mano a mano che l'animale invecchiava (ontogeneticamente). In un altro studio del 2013 un'analisi cladistica ha messo in evidenza notevoli somiglianze tra Xinpusaurus e un altro talattosauro cinese, Concavispina, di dimensioni molto maggiori (Liu et al., 2013).